# Aero Mongolia
Aero Mongolia – mongolska linia lotnicza z siedzibą w Ułan Bator. Głównym hubem jest port lotniczy Ułan Bator.